# Swing (banda)
Swing es un dúo musical de Hong Kong fundado en 1999. Estaba integrada por Eric Kwok y Jerald Chan. El antiguo nombre del dúo era Snowman. Su obra más conocida de 1984, es A ticket in half（半張飛）
Se disolvió en 2002 y retornaron a la música en 2009, cuando la publicaron su nuevo disco titulado Wu Dang. Otro álbum Electro, fue lanzado en 2010.

## Carrera
En 1997, se conocieron  Chan y Kwok, por primera vez, cuando el primero regresó a Hong Kong después de graduarse de la universidad.
En 1999, formaron el dúo Snowman bajo la etiqueta de EEI, que era propiedad de EMI. Ese mismo año lanzaron su primer álbum homónimo titulado Snowman. Sus temas musicales fueron compuestas y escritas por Snowman, bajo la producción vocal de Chung Ting Yat, Danny. Mientras tanto, escribieron  canciones para cantantes como Gigi Leung Wing-Kei.
EEI se cerró en el 2000, durante ese periodo el grupo estaba buscando otra compañía discográfica, Kwok continuó componiendo canciones para cantantes como Eason Chan, Jacky Cheung y Cass Phang. Trabajos notables realizados durante este período, incluyeron como The Lucky Ferris Wheel (幸福摩天輪) y  To The Boys I Loved (給我愛過的男孩們).

## Discografía
- 《Snowman》(23 de noviembre de 1999, by Snowman)
- 《Swing》(1 de octubre de 2000)
- 《On Fire》(1 de julio de 2001)
- 《For Sale》(6 de diciembre de 2001)
- 《Swing Swang Swung》(8 de marzo de 2002)
- 《武當》(9 de septiembre de 2009)
- 《電》(3 de agosto de 2010)
- 《Swing到盡》(17 de noviembre de 2011)